# 피에슈탸니구

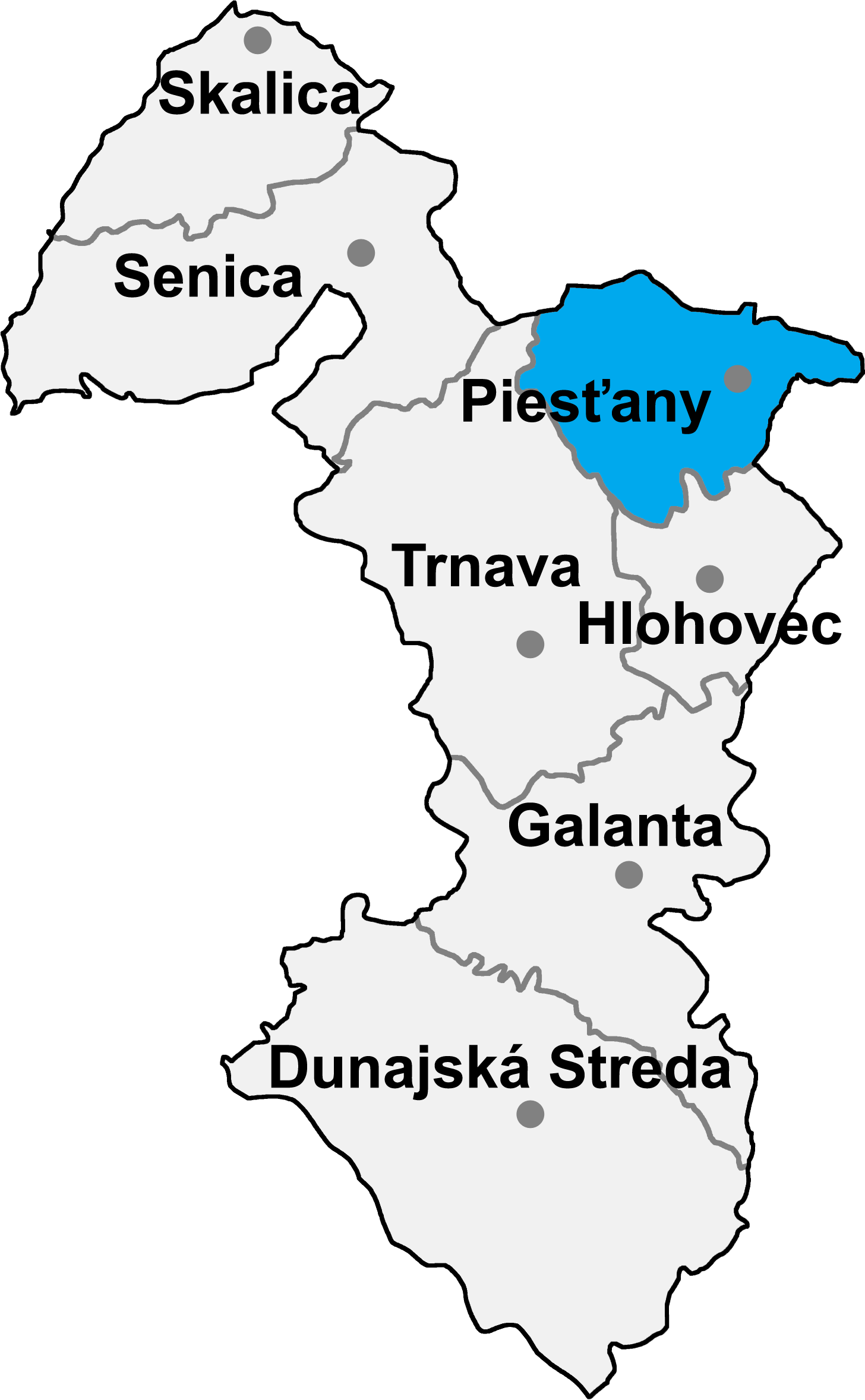
피에슈탸니구의 위치

피에슈탸니구(슬로바키아어: Okres Piešťany)는 슬로바키아 트르나바주를 구성하는 7개 구 가운데 하나로 행정 중심지는 피에슈탸니이며 면적은 381.12km2, 인구는 63,168명(2014년 기준), 인구 밀도는 165.74명/km2이다.
트르나바주 동부에 위치하며 27개 지방 자치체(2개 시, 25개 마을)를 관할한다. 서쪽으로는 트르나바구, 남쪽으로는 흘로호베츠구, 동쪽으로는 니트라주 토폴차니구, 북쪽으로는 트렌친주 노베메스토나트바홈구, 미야바구와 접한다.